# 貓妖傳
《貓妖傳》是由臺灣漫畫家艾莉柚創作的漫畫，2021年2月4日開始於CCC創作集連載。
該作品獲得第13屆金漫獎《年度漫畫獎》。

## 故事簡介
長年衰小的哲昕，從小到大過著倒楣的人生，一次打工時的意外，碰到正在逃命的貓妖，雙方決定攜手合作達成彼此的願望，卻也開啟了一場顛覆人生的神奇旅程，甚至逐漸揭開藏在鎮上不為人知的秘密！？

## 角色

### 周哲昕
本作主角，父母離異、父親因意外入院，不得不打工扛起家計與醫藥費的倒楣高中生。他有著異常的衰運甚至於連帶影響到周遭的人，因此對身邊的人有虧欠感。
在速食店打工外送時遭遇意外被喵仔附身。為了使受到重傷的身體恢復，不得不出借身體給喵仔。但在得知喵仔的遭遇之後，逐漸轉變成合作關係。
小時候曾經在山上遭遇嚴重意外，他本人對此事已經失憶，僅隱約記得此事與他無法回憶起的朋友小莫有關。

### 喵仔
意外地附在周哲昕的身體上的貓妖。和哲昕約定以完成對方的願望作為報答來借用對方的身體。附身在哲昕身上時能展現出超常的靈活與力量，同時也有著驚人的好運。
原本是一隻普通的貓，在他與母親和弟弟們遭到人類棄養後，便努力地在城市的夾縫中生存。他曾親眼目睹弟弟們遭到人類虐殺，而他也在為母親找尋食物時被路殺身亡。為了救治母親，自願吃下南遠竹給予丹藥變成妖怪，為了將能夠實現願望的法具交還給對方不斷破壞七星符。
在哲昕被妖怪綁架後學會了偽人，外觀與哲昕一模一樣，代替對方回家照顧弟弟。

### 南筱雯
南星宮掌門人的繼承人，也是現任掌門人的孫女。與周哲昕是同班同學。對外稱是南家唯一有強大的通靈體質的人，時常會推銷自家宮廟的產品。
因為受到妖怪小黑的幫助，一直以來都相信人與妖怪之間有著生死以外的解決方式。但在得知自己的爺爺被妖怪所殺後，決心對妖怪趕盡殺絕。

### 小黑
南筱雯飼養的黑貓，真身是一隻會說話的妖怪，變回妖怪的形態時會聽到許許多多含恨的聲音。
他擁有百年前在南星鎮作亂的黑龍的千瞳之力，可以抑制妖怪的行動，但使用這種力量時會令牠意識混淆。

### 南遠竹
百年前創辦南星宮的人，受到七星符的影響只能在有限的範圍內活動。在喵仔與對方的母親陷入困境時救助了對方，但由於失去了法器的力量無法治癒喵仔母親的身體。

### 南晉
獵妖師，南遠竹的後代。受到南星宮的詛咒影響時常吐血，也無法靠近南星鎮。擅長獵妖以及至於靈傷，也會透過小妖怪進行聯絡或各式各樣的法術。
對南星宮抱持著敵意，但在得知喵仔是為了將法器還給南遠竹行動後就決定拉攏喵仔。

### 羅詩涵
貓咪.占卜.咖啡廳的店長，家族與南家是老交情，負責保管其中一張七星符。
小時候家裡人雖然都告誡要與妖怪保持距離，但她仍與妖怪們成為了朋友。為了使妖怪們能不再生活於牢籠之中不斷努力，意外找到了紀載了妖怪偽人之術的書籍。
把從小認識的妖怪們當成家人，但對於除了被認定為家人之外的妖怪絕不留情。

### 貘
受到羅家庇護的妖怪，經歷過百年前的大戰，總是戴著與失散的朋友「笏」一樣的耳環。偽人之後自稱為小莫，在上小學的路上認識了哲昕並與對方成為了朋友。
擁有使人或妖怪失憶的力量，並且偶爾能窺見眼前人物的未來片段，但無法得知中間的過程與窺見的時間點。

### 蝣
曾寄居於黑鹿山的妖怪，為了使受到人類詛咒的弟弟妹妹恢復不斷獵殺人類。但在認識貘與哲昕之後，受到對方的影響不再獵殺人類，甚至還救了筱雯在山中走失的同學，卻因此被道士殺害。

## 漫畫
《貓妖傳》2021年2月4日開始連載於CCC創作集上。2022年4月8日進軍日本，於ComicWalker上線。首本實體書由威向文化出版，於2022年7月1日上市。
| 卷數 | 發售日期      | ISBN               |
| ---- | ------------- | ------------------ |
| 1    | 2022年7月1日  | ISBN 9789865052690 |
| 2    | 2023年2月15日 | ISBN 9789865053147 |
| 3    | 2023年8月3日  | ISBN 9789865053413 |
| 4    | 2024年8月15日 | ISBN 9789865054199 |
| 5    | 2025年2月6日  | ISBN 9789865054540 |

## 獲獎
| 年份 | 獎項                       | 結果 |
| ---- | -------------------------- | ---- |
| 2022 | 第13屆金漫獎《年度漫畫獎》 | 獲獎 |

## 外部連結
- 貓妖傳 | CCC創作集 （页面存档备份，存于）
- 貓妖傳 - 漫畫星 （页面存档备份，存于）
- 猫妖傳 無料漫画詳細 - 無料コミック ComicWalker （页面存档备份，存于）